# 徐泓 (清朝)
徐泓，順天府大兴县人，清朝地方官。
鄉試中舉。乾隆十九年（1754年）至乾隆二十五年（1760年），擔任利川知县。